# Mikołaj Zyblikiewicz
Mikołaj Zyblikiewicz (tiếng Ba Lan: [mikɔwaj zɨblikiɛvit͡ʂ];  ngày 28 tháng 11 năm 1823 – ngày 16 tháng 5 năm 1887; tiếng Ukraina: Миколай Зиблікевич) là một chính trị gia và luật sư người Ba Lan gốc Ruthenia. Ông là Thị trưởng Kraków – nằm trong Lịch sử Ba Lan (1795–1918) thuộc khu vực của Áo trong hai nhiệm kỳ. Một con phố trong Phố cổ của Kraków được đặt theo tên ông để tưởng nhớ đến ông, trong khi tượng của ông được đặt ở phía trước Tòa thị chính.
Một số thành tựu của ông gồm có việc khôi phục lại Hội trường vải Kraków, lập nên một "Điện Panthéon quốc gia" ở Skałka, và chiến dịch của ông hướng tới việc sửa chữa lại Lâu đài Wawel.

## Sự nghiệp
Mikołaj Zyblikiewicz là con trai của Szymon Zyblikiewicz, một người buôn bán da lông thú gốc Ruthenia (Ukraina) ở thị trấn Stare Miasto gần Sambor (nay là Staryi Sambir phía tây Ukraina); sau này ông tự nhận mình là "gente Ruthenus, natione Polonus" (tạm dịch: người Ruthenia, dân tộc Ba Lan). Sau khi tốt nghiệp trung học ở Lviv, ông ghi danh vào Đại học Lviv trong khi làm gia sư cho quý tộc địa phương. Ông bắt đầu hoạt động chính trị trong thời gian Mùa xuân của các Quốc gia khi tham gia vào một loạt các tổ chức thanh niên Ba Lan yêu nước, và với các trí thức trẻ khác (gồm có Platon Kostecki và Jan Dobrzański), ông tham gia vận động cho các quyền chính trị và quốc gia của Ba Lan ở tỉnh Galicia. Ông chuyển đến Tarnów để làm việc trong trường phổ thông của thành phố. Không lâu sau đó, ông lại chuyển đến Krakow để tiếp tục việc học tập của mình tại Khoa Luật của Đại học Jagiellonia với mục tiêu có được bằng tiến sĩ và cuối cùng là đảm bảo cho sự nghiệp của một chính trị gia.
Năm 1855, Zyblikiewicz nhận được giấy phép luật sư ở Kraków và mở văn phòng luật riêng của mình tại số 14 đường Kopernika. Trong những năm 1850, Zyblikiewicz bắt đầu hoạt động chính trị quy mô lớn đầu tiên của mình. Đó là một cuộc chiến pháp lý với tiếng Đức do Đế quốc Áo áp đặt đối với các văn phòng và tòa án Ba Lan. Ông cũng đồng thời tham gia vào hoạt động học thuật (do các sinh viên địa phương tổ chức) yêu cầu khôi phục tiếng Ba Lan tại Trường Đại học Jagiellonia. Khi Józef Dietl từ chức chủ tịch thành phố, sau các cuộc bầu cử hỗn loạn, ông được tuyên bố là Người đứng đầu Kraków vào năm 1874.

## Tầm ảnh hưởng chính trị

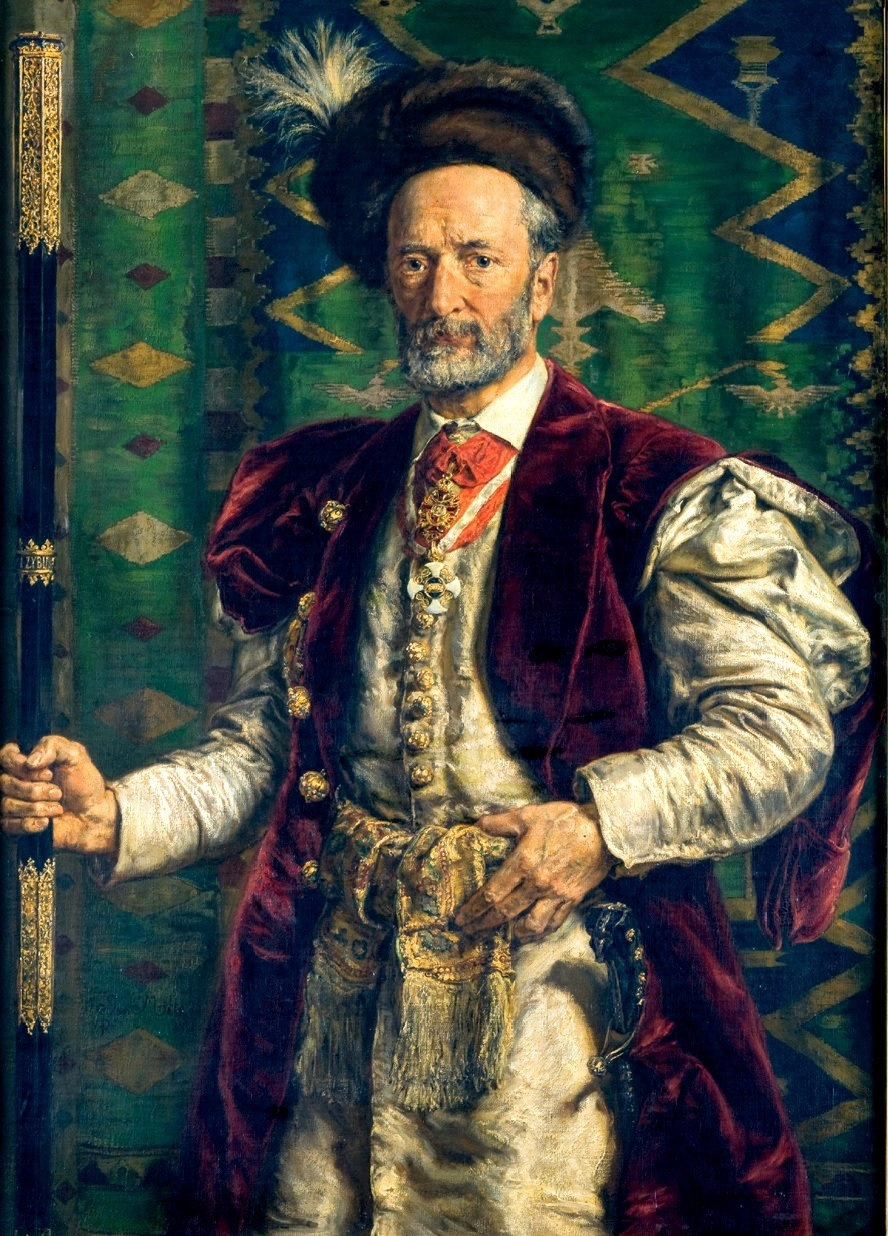
Chân dung của Mikołaj Zyblikiewicz, tranh vẽ của Jan Matejko

Trong nhiệm kỳ của mình, Zyblikiewicz đã tổ chức và cải thiện đáng kể các hoạt động của thành phố. Ông cho dừng bộ máy làm việc quan liêu của Đế quốc Áo-Hung và tăng lương cho nhân viên của mình. Ông góp phần vào việc khôi phục xây dựng, giúp xây trường học mới, trạm cứu hỏa và lò mổ của thành phố. Ông giám sát công tác xây dựng cầu cạn đường sắt bắc qua đường Lubicz phục vụ cho việc hiện đại hóa nhà ga Trung tâm Kraków vào năm 1871. Ông cho lấp nhánh phía bắc của sông Wisła trước đây dùng để tách quận Kazimierz với Phố cổ. Đóng góp của ông vào việc phát triển nhà ở đã thay đổi cơ bản diện mạo cho ranh giới bên ngoài của thành phố.
Zyblikiewicz đã khởi xướng việc xây dựng các tòa nhà chung cư mới ở hai đầu của Công viên Planty: tại đường Karmelicka và tại Lâu đài Wawel. Ông đã thiết lập các điều kiện thuận lợi cho việc xây dựng một Học viện Mỹ thuật Jan Matejko mới tại Kleparz, bên kia con đường từ chỗ Barbican. Ông tiếp tục tầm nhìn của người tiền nhiệm Józef Dietl, bắt tay vào việc khôi phục Sảnh Dệt Sukiennice vào năm 1877 với Bảo tàng Sukiennice quốc gia ở tầng trên dựa theo thiết kế của Tomasz Pryliński, bảo tàng được thành lập ngày 3 tháng 10 năm 1879. Một trong những dự án quan trọng của ông là việc lập nên một "Điện Panthéon quốc gia" ở Skałka.
Zyblikiewicz đã được bầu lại làm chủ tịch thành phố vào năm 1880, và đã gặp gỡ với Franz Joseph I của Áo trong chuyến viếng thăm Kraków vào tháng 9 của ngài. Ông kiến nghị với hoàng đế giữ lại Lâu đài Wawel hoàng gia để phục vụ như một tiền đồn của quân đội, và nhận được sự chấp thuận khi đề nghị dùng Wawel làm nơi ở trong tương lai của hoàng đế, việc này nằm trong một chiến dịch với những bước đi đầu tiên của việc khôi phục lại địa điểm truyền thống của các quốc vương Ba Lan. Năm 1881, ông được bầu là thành viên của Nghị viện và Phát ngôn viên Hạ viện của Ba Lan bị phân chia và phục vụ cho đến năm 1886. Zyblikiewicz tạm thời chuyển đến Lviv và đưa ra một kế hoạch lớn cho việc hồi sinh kinh tế của tỉnh Galicia phần lớn bị Hoàng gia Viên bỏ rơi. Để tỏ lòng biết ơn, một con đường ở Lviv được đặt theo tên của ông vào năm 1886; tuy nhiên tên gọi này đã bị Cộng hòa Xã hội chủ nghĩa Xô viết Ukraina dưới thời Iosif Vissarionovich Stalin hủy bỏ vào năm 1950. Ông hỗ trợ việc hoàn thành Đường Dãy núi Pieniny dọc dãy nũi Tatra chạy từ Szczawnica đi Červený Kláštor ở Slovakia, được xây dựng trong một thập kỷ với quỹ tư nhân.
Zyblikiewicz mất tại Kraków do viêm phổi vào năm 1887, và được chôn cất tại Nghĩa trang Rakowicki, nơi một tháp đài cao được dựng lên để tôn vinh ông.

### Chú dẫn
1. 1 2  Patrice M. Dabrowski (2004). Commemorations and the Shaping of Modern Poland. Indiana University Press. tr. 31. ISBN 978-0-253-11028-2.
2. ↑  Laurence Cole, Daniel L. Unowsky (2007). The Limits of Loyalty: Imperial Symbolism, Popular Allegiances, and State Patriotism in the Late Habsburg Monarchy. Berghahn Books. tr. 133. ISBN 978-1-845-45202-5.
3. 1 2 3 4 5  Dzieje Krakowa (2011). "Zyblikiewicz, Mikołaj". Biogramy (bằng tiếng Ba Lan). Source: Encyklopedia Krakowa. Bản gốc lưu trữ ngày 23 tháng 9 năm 2015. Truy cập ngày 21 tháng 11 năm 2012.
4. ↑  "All Saints' Square" (bằng tiếng Ba Lan). Guide to Krakow Krakowskie Biuro Festiwalowe. Bản gốc lưu trữ ngày 14 tháng 7 năm 2016. Truy cập ngày 21 tháng 11 năm 2012.
5. 1 2 3  Dzieje Krakowa (ibidem). "Zyblikiewicz, Mikołaj". Encyklopedia Krakowa. Polish Scientific Publishers PWN, Kraków 2000. Bản gốc lưu trữ ngày 23 tháng 9 năm 2015. Truy cập ngày 22 tháng 11 năm 2012. Quote in Polish: [Zyblikiewicz] złożył wniosek, aby z Wawelu uczynić rezydencję cesarską. {{Chú thích web}}: Kiểm tra giá trị ngày tháng trong: |date= (trợ giúp)
6. ↑  Dzieje Krakowa (ibidem). "Zyblikiewicz, Mikołaj". Bản gốc lưu trữ ngày 23 tháng 9 năm 2015. Truy cập ngày 22 tháng 11 năm 2012. Quote in Polish: W czasie swej prezydentury zreorganizował i usprawnił działalność magistratu. Zwalczał wszelkie biurokratyczne utrudnienia, a dążył do uproszczenia procedur urzędowych. {{Chú thích web}}: Kiểm tra giá trị ngày tháng trong: |date= (trợ giúp)
7. ↑  History and modernisation of Kraków Główny Lưu trữ ngày 23 tháng 8 năm 2010 tại Wayback Machine, at PKP S.A. Robi się. Truy cập ngày 23 tháng 7 năm 2011.
8. ↑  Aleksandra Krypczyk (2009). "History of the Gallery in the Sukiennice". About the museum. National Museum in Krakow. Bản gốc lưu trữ ngày 1 tháng 11 năm 2012. Truy cập ngày 21 tháng 11 năm 2012.
9. ↑  "Marszałkowie Sejmu: Mikołaj Zyblikiewicz (1823-1887)". Rozbiory (the Partitions) (bằng tiếng Ba Lan). Kancelaria Sejmu (Polish Parliament official website). 2007. Bản gốc lưu trữ ngày 22 tháng 2 năm 2018. Truy cập ngày 22 tháng 11 năm 2012.
10. ↑  Jolanta T. Pękacz (2002). "Galician society. Commerce". Music in the Culture of Polish Galicia, 1772-1914. University of Rochester Press. tr. 58. Truy cập ngày 21 tháng 11 năm 2012.
11. ↑  Ben-Joseph 2000, review.
12. ↑  Węglarz 2011, tr. 103.
13. ↑  Maciej Szajowski. "Important dates for Pieniny tourism". Strona oficjalna. Pieniński Park Narodowy, Krościenko nad Dunajcem. Truy cập ngày 21 tháng 11 năm 2012. 1884, building of the Pieniny Road was completed.
14. ↑  "Mikołaj Zyblikiewicz Monument at Rakowicki Cemetery" (photographs). Foto kronika Miasta Krakowa. Krakow.pl. 2007. Truy cập ngày 21 tháng 11 năm 2012.
15. ↑  Homola Dzikowska 1964, book.